# (12016) Green
(12016) Green (1996 XC) – planetoida z pasa głównego asteroid okrążająca Słońce w ciągu 3,8 lat w średniej odległości 2,44 j.a. Odkryta 1 grudnia 1996 roku.